# Jorge Murrugarra
Jorge Salvador Murrugarra Torres (ur. 22 marca 1997 w Limie) – peruwiański piłkarz występujący na pozycji defensywnego pomocnika, od 2021 roku zawodnik Universitario de Deportes.